# 최현우 (1992년)
최현우(1992년 11월 23일~)는 대한민국의 배우이다. 대학로 연극 〈베니스의 상인〉으로 데뷔하였고, 〈위저드베이커리〉, 〈미라클러브2〉, 〈유리동물원〉, 〈왕좌의대결〉등의 작품에 출연하였다. 2019년 2월 15일 본명을 "최준화"에서 "최현우"로 개명하였다.

## 공연
- 베니스의상인 - 그라시아노(2016)
- 위저드베이커리 - 소년(2016~2017)
- 미라클러브2 - 선장(2017)
- 유리동물원 - 짐 오코너(2018)
- 부적응자들 - 혼(2018)
- 구름위에서 - 신(2019)
- 해시태그악령 - 요원(2020)
- 리얼리티 - 덕구(2020)
- 위례 - 개로왕(2020)

## 방송 출연
- 왕좌의대결(CNTV, 2018)